# Leonid Talalaj
Leonid Talalaj (Леоні́д Микола́йович Талала́й) (Savinci (Harkivska oblast), Ukrajina, 11. studenoga 1941. – Kijiv, Ukrajina 19. lipnja 2012.) je ukrajinski pjesnik. Pripada šezdesetašima. 
Pjesme mu skrivaju duboku bol. Osebujna su osjećaja vremena. Kao i svi šezdesetaši, svojstvena mu je energija koja će spasiti svijet, nepobjediva duhovna energija. Ipak, Talalaj je znatnije tih i složen. Usredotočuje se na "tanku materiju bitka od koje se sastoji njegov umjetnički svijet". 
Istaknute je osjećajnosti i psihološke pronicivosti što mu u pjesmama daje stalno nazočan motiv jeke. Pjesme mu odišu etikom bez kompromisa, iluzija i laži.
Na ruski je jezik preveo antologiju hrvatske ratne lirike U ovom strašnom času.